# EuroCase
EuroCase (celým názvem EuroCase Technology s.r.o.) byla česká společnost zabývající se výrobou především počítačových skříní, zdrojů, příslušenství a kovovýrobou. Výrobní závod se nachází v bývalé továrně na železniční váhy v Suchovršicích. Okolo roku 2002 byla společnost koupena společností PARTIS a.s., ale dodnes (2025) jsou výrobky prodávány pod značkou EuroCase.

## Historie
Společnost EuroCase Technology s.r.o byla založena 7. září 1998 v Hradci Králové. Již během prvních let existence si dokázala společnost získat důveru mnoha zákazníků díky příznivým cenám počítačového příslušenství, především pak počítačových skříní a zdrojů, které se později v Česku a dalších zemích bývalé RVHP staly velice rozšířené. Na vrcholu společnost produkovala až 60 tisíc počítačových skříní měsíčně.
V roce 2002 nebo 2003 (v závislosti na zdroji) byl EuroCase prodán společnosti PARTIS s.r.o. (později a.s.), čímž do společnosti vstoupili ruští majitelé. Údajně k prodeji došlo poté, co se EuroCase začal potýkat s finančními problémy. V roce 2010 byl EuroCase v likvidaci, která byla dokončena 16. října 2021 zánikem společnosti a smazáním z rejstříku. Společnost PARTIS a.s., která posléze veškerou výrobu, prostory a aktiva společnosti převzala však nadále prodává výrobky pod značkou EuroCase.

### Kontroverze
Zhruba od doby, kdy společnost odkoupila a převzala společnost PARTIS a.s. existují přesvědčení především mezi nadšenci do počítačových technologií, ale i důkazy podložené četnými testy, že produkty značky EuroCase nejsou příliš kvalitní; střídavé počítačové zdroje nesplňující parametry udávané výrobcem, nedostatečná kvalita materiálů počítačových skříní, které vibrují atd. Častým jevem bylo také to, že jednotlivé produkty, především zdroje, v jedné modelové řadě používaly rozdílné komponenty, což je v rozporu s technickou dokumentací.